# Robert Geisler
Robert Geisler (* 1969 Beroun) je český scenárista a občasný herec.
Absolvoval Střední průmyslovou školu grafickou, poté pracoval např. jako výtvarník Divadla Na zábradlí, ale hlavně se jako scenárista podílel na řadě divadelních her, filmů, televizních a rozhlasových projektů. Spolupracuje především s Markem Najbrtem a Benjaminem Tučkem.
Scénáře k televizním seriálům: Terapie, Kancelář Blaník, Autobazar Monte Karlo, Žrouti, Špekáček a Feferonka – Příběhy z lednice, Svět pod hlavou, Krmelec U Muflona, Dáma a Král, Štafl.
Scénáře k filmům: Akce člověk (1995), Mistři (2004), Protektor (2009, oceněno Českým lvem), Polski film (2012), Čertí brko (2018), Prezident Blaník (2018), Kruanova dobrodružství (2019).
Hrál ve filmech Čert ví proč, Protektor, Pouta a Prezident Blaník.